# Cissa jefferyi
Cissa jefferyi е вид птица от семейство Вранови (Corvidae).

## Разпространение
Видът е разпространен в Индонезия и Малайзия.